# 假海百合
假海百合（學名：Pseudocrinites），又名偽海百合，是生存於古生代海洋中的一種海林檎。牠們的萼扁而圓，由許多大骨板組成，有1~2個巨大的菱形呼吸孔。萼的邊緣圍繞著兩條步帶，長有短小粗鈍的腕羽。短小錐形柄的頂端為棍棒狀根。牠們附著在海底堅硬的基層上，以濾食維生。